# Nävekvarn
Nävekvarn is een plaats in de gemeente Nyköping in het landschap Södermanland en de provincie Södermanlands län in Zweden. De plaats heeft 858 inwoners (2005) en een oppervlakte van 114 hectare.